# Kalankó
Kalankó (Calancó), indijanski narod iz Alagoasa u Brazilu, oko 390 pripadnika u 77 obitelji (Funasa, 2009). Podrijetlom su od Pankararu Indijanaca s graničnog područja Pernambuca i Bahije, odakle su u 19. stoljeću migrirali u Alagoas.
Danas se služe portugalskim jezikom.

## Vanjske poveznice
- Slike
- Vida sossegada: The Kalankóperception of nature  Arhivirana inačica izvorne stranice od 20. veljače 2021. (Wayback Machine)